# Нова Ніколаєвка (Нижньогородська область)
Нова Ніколаєвка (рос. Новая Николаевка) — селище в Гагинському районі Нижньогородської області Російської Федерації.
Населення становить 3 особи. Входить до складу муніципального утворення Ушаковська сільрада.

## Історія
Від 2009 року входить до складу муніципального утворення Ушаковська сільрада.

## Населення
| 2002 | 2010 |
| ---- | ---- |
| 23   | ↘3   |